# ایونولا (آلاباما)
ایونولا (به انگلیسی: Eunola) شهرکی در شهرستان جینیوا ایالت آلاباما است که مساحت آن ۴٫۷۹ کیلومترمربع است و در سرشماری سال ۲۰۱۰ میلادی، ۲۴۳ نفر جمعیت داشته و تراکم جمعیتی آن، ۵۰٫۷۳ در کیلومترمربع بوده است.